# Harris-verébsármány
A Harris-verébsármány (Zonotrichia querula) a madarak osztályának verébalakúak (Passeriformes) rendjébe és a Passerellidae családjába tartozó faj.

## Rendszerezése
A fajt Thomas Nuttall angol botanikus és zoológus írta le 1840-ben, a Fringilla nembe Fringilla querula néven. Magyar nevét Edward Harris (1799-1863) amerikai amatőr ornitológusról kapta.

## Előfordulása
Kanada és az Amerikai Egyesült Államok területén honos. Természetes élőhelyei a tűlevelű erdők, tundrák, gyepek, szavannák és cserjések, valamint legelők, szántóföldek és vidéki kertek. Vonuló faj.

## Megjelenése
Testhossza 19 centiméter.
|  |

## Természetvédelmi helyzete
Az elterjedési területe még nagyon nagy, egyedszáma is nagy, de gyorsan csökken. A Természetvédelmi Világszövetség Vörös listáján mérsékelten fenyegetett fajként szerepel.